# With Me
«With Me» —en español: «Conmigo»— es el tercer y último sencillo del álbum Underclass Hero, de la banda canadiense Sum 41.

## Vídeo musical
El vídeo musical fue filmado en una mansión de Toronto, Ontario, Canadá. Este muestra los muchos aspectos que pueden tomarse acerca de la canción. Fue dirigido por el baterista de la banda Steve Jocz.
- Datos: Q2557183